# Jakjeon
Jakjeon (작전?), noto anche con il titolo internazionale The Scam, è un film del 2009 scritto e diretto da Lee Ho-jae.

## Trama
Il gangster Hwang Jong-gu crea una squadra di truffatori per rubare sessanta milioni di dollari, senza accorgersi che in realtà è in atto una truffa ancora più grande a danno proprio e dei suoi collaboratori.